# Frank Leskaj
Frank Leskaj (* 16. April 1971, Philadelphia, Pennsylvania) ist ein ehemaliger US-amerikanisch-albanischer Schwimmer.

## Erfolge
Leskaj trat bei den Olympischen Sommerspielen 1992 in Barcelona an. Er ist in den Vereinigten Staaten aufgewachsen, startete jedoch als erster Schwimmer bei Olympischen Spielen für Albanien. In den Wettbewerben über 50 m Freistil, 100 m Freistil und 100 m Brust kam er auf Plätze zwischen 50 und 62.